# GoalRef
GoalRef é uma tecnologia da linha de gol aprovada pela FIFA. Desenvolvido pela empresa alemã Fraunhofer-Gesellschaft em parceria com a dinamarquesa Select Sport, foi o segundo sistema a ser aprovado pela entidade máxima do futebol.

## Funcionamento
O GoalRef é baseado na Indução eletromagnética, que forma um campo magnético em volta da baliza. Assim que a bola cruza a linha do gol, este campo magnético entra em contato com um chip instalado na redonda e o sistema emite um sinal para um aparelho em poder do árbitro.
Portanto, este sistema exige o uso de uma bola especial que contenha um chip, e a instalação de dez antenas nas traves de cada uma das balizas, que criam e monitoram o campo magnético invisível.

## História
O sistema foi usado pela primeira vez, como teste, no dia 6 de Dezembro de 2012, na primeira partida da Copa do Mundo de Clubes da FIFA de 2012.